# Иерусалимский, Всеволод Васильевич
Всеволод Васильевич Иерусалимский (13.04.1905-27.02.1989) — инженер-металлург, технолог, занимался разработкой специальных сталей для снарядного и броневого производства. Лауреат Сталинской и Ленинской премий.
Родился в городе Данкове Рязанской губернии. После окончания средней школы (1922) работал чернорабочим, калильщиком, техником в Ленинграде на заводе «Красный Путиловец».
В 1931 году окончил Ленинградский политехнический институт - металлургический факультет (с 1930 по 1934 года являвшийся самостоятельным отраслевым вузом - Ленинградским металлургическим институтом)  и вернулся на завод, инженер-металлург. С 1932 года занимался научными исследованиями, связанными с производством специальных сталей, в лаборатории завода, а затем в Артиллерийском НИИ.
После службы в РККА — начальник отдела НИИ-13, с 1939 года — главный металлург Ленинградского филиала научно-исследовательского снарядного института НИИ-24. Руководил исследованиями по применению специальных сталей для боеприпасов морской артиллерии.
В 1943 году переведён в НИИ-24 (Москва) на должность главного металлурга.
В 1947 году защитил кандидатскую диссертацию.
С 1957 по 1961 год - заместитель директора по научной работе московского филиала ВНИИ-100 (позднее стал называться ВНИИ Стали).
Сталинская премия 1951 года — за труд в годы Великой Отечественной войны В.В. Иерусалимский был награжден орденом Трудового Красного Знамени и ему была присуждена Сталинская премия.
Ленинская премия 1967 год — за участие в создании бронезащиты танка Т-64.
Награжден орденом Трудового Красного Знамени, медалью «За трудовую доблесть» (1939).
Похоронен на Новодевичьем кладбище.